# Bertulania corticea
Bertulania corticea là một loài bướm đêm trong họ Noctuidae.